# Augusta di Sassonia-Gotha-Altenburg
Augusta di Sassonia-Gotha-Altenburg (Gotha, 30 novembre 1719 – Westminster, 8 febbraio 1772) fu Principessa del Galles tra il 1736 e il 1751, e Principessa Vedova del Galles da allora in poi. Fu una delle tre Principesse del Galles che non divenne mai regina consorte. Il figlio maggiore della Principessa Augusta successe come Giorgio III del Regno Unito nel 1760, poiché suo marito, Federico, principe del Galles, era morto nove anni prima.

## Biografia
Augusta fu la diciottesima dei diciannove figli del duca Federico II di Sassonia-Gotha-Altenburg, e di sua moglie, Maddalena Augusta di Anhalt-Zerbst. Suo nonno paterno era Federico I di Sassonia-Gotha-Altenburg, figlio primogenito di Ernesto I di Sassonia-Gotha-Altenburg.

## Matrimonio
Nel 1736, le fu proposto di sposare Federico, principe del Galles, figlio maggiore di Giorgio II di Gran Bretagna. In origine, Federico doveva sposare la figlia maggiore del re di Prussia.
Intorno al periodo in cui il progetto prussiano fu cancellato, si vociferava che Federico potesse sposare Lady Diana Spencer, nipote della duchessa di Marlborough, e che un simile matrimonio fosse stato proposto quando visitava la loggia della duchessa a Richmond. La regina Carolina sentì il bisogno di organizzare rapidamente un matrimonio per suo figlio, al fine di prevenire ogni possibilità di una simile unione. Pertanto suggerì al re che, quando in seguito avesse visitato Hannover, avrebbe dovuto visitare anche la Sassonia-Gotha. Il re lo fece e informò la regina che considerava Augusta adatta. Quando la faccenda fu discussa con Federico, rispose semplicemente che avrebbe accettato qualsiasi sposa che suo padre avesse deciso fosse adatta a lui. Il suo atteggiamento era nato dal desiderio di ottenere un'indennità aggiuntiva dal Parlamento per essere finanziariamente indipendente da suo padre. In ogni caso, il matrimonio tra Federico e Augusta fu deciso rapidamente.
Augusta non parlava francese o inglese, e le fu suggerito di ricevere lezioni prima del matrimonio, ma sua madre non lo considerò necessario poiché la famiglia reale britannica proveniva dalla Germania.
Augusta lasciò Hellevoetsluis il 17 aprile 1736 e arrivò a Greenwich sullo yacht reale William e Mary il 25, dove fu accolta dal suo sposo. Il 27 aprile 1736, fu scortata a St James's Palace, dove incontrò il resto della famiglia reale. L'8 maggio 1736, nella cappella reale di St James's Palace, a Londra, venne celebrata la cerimonia di nozze. Quando fu presentata alla famiglia reale, fece un'impressione favorevole sul re e sulla regina gettandosi sul pavimento davanti a loro in un gesto di sottomissione.
Essi ebbero nove figli, l'ultima dei quali nacque quattro mesi dopo la morte del padre:
- Principessa Augusta (31 luglio 1737 – 23 marzo 1813), sposò il duca Carlo Guglielmo Ferdinando di Brunswick-Wolfenbüttel;
- Giorgio III del Regno Unito (4 giugno 1738 – 29 gennaio 1820), sposò nel 1761 Carlotta di Meclemburgo-Strelitz;
- Edoardo, duca di York (14 marzo 1739 – 17 settembre 1767);
- Principessa Elisabetta, (30 dicembre 1740 – 4 settembre 1759);
- Guglielmo, duca di Gloucester (14 novembre 1743 – 25 agosto 1805);
- Enrico, duca di Cumberland (27 ottobre 1745 – 18 settembre 1790);
- Principessa Luisa (8 marzo 1749 – 13 maggio 1768);
- Principe Federico (13 maggio 1750 – 29 dicembre 1765);
- Principessa Carolina Matilde (11 luglio 1751 – 10 maggio 1775), sposò nel 1766 Cristiano VII di Danimarca.

Durante il primo anno di matrimonio, Augusta poteva essere vista giocare con la sua bambola nelle finestre della sua residenza, fino a quando sua cognata, la principessa Carolina, le disse di smettere. Federico approfittò della sua inesperienza quando ebbe la sua allora amante, Lady Archibald Hamilton, impiegata come sua Lady of the Bedchamber dopo averla convinta che non c'erano verità nella voce della sua relazione.
Federico dichiarò che non si sarebbe mai lasciato influenzare dalla consorte com'era accaduto a suo padre. Tuttavia, le ordinò di agire secondo i suoi desideri nella sua faida con i suoi genitori, e in diverse occasioni, secondo quanto riferito, Federico le ordinò di snobbarli. Quando partecipò al servizio della cappella luterana, per esempio, alla quale partecipò anche la regina, Federico ordinò ad Augusta di assicurarsi che arrivasse sempre dopo la regina, in modo che fosse costretta a spingere di fronte al regina per raggiungere il suo posto. Questo alla fine indusse la regina a insistere sul fatto che Augusta fosse diretta al suo posto da un altro ingresso, il che a sua volta indusse Federico a chiedere ad Augusta di rifiutare di entrare nella Cappella se la regina fosse arrivata prima di lei.
Quando fu annunciata la prima gravidanza di Augusta, la regina dichiarò che sarebbe stata sicura di assistere alla nascita, per essere certa che la gravidanza fosse davvero vera. Secondo quanto riferito, desiderava che la successione passasse al suo secondo figlio. La nascita della loro prima figlia, la principessa  ebbe luogo a St James's Palace dopo che Augusta fu costretta da Federico a viaggiare da Hampton Court Palace durante il travaglio, al fine di impedire che i suoi odiati genitori fossero presenti alla nascita. Il parto fu traumatico: St James's Palace non era pronto a riceverli, non fu preparato alcun letto, non fu possibile trovare lenzuola e Augusta fu costretta a partorire su una tovaglia.
Le circostanze della nascita della principessa Augusta portarono a una disputa tra il Principe e la Principessa di Galles e il re e la regina, i quali non furono riconciliati fino alla ribellione giacobita del 1745. Dopo la riconciliazione, la coppia divenne meno isolata dall'alta società, permettendo ai cortigiani di apparire in entrambe le corti. Augusta fece una buona impressione nella vita della società. In alcune occasioni, i bambini di Augusta furono costretti a offrire spettacoli teatrali amatoriali per i loro ospiti.

### Principessa vedova
Il 31 marzo 1751 Federico morì inaspettatamente. Secondo quanto riferito, il re non mostrò molto interesse per la morte di suo figlio e il funerale fu semplice. Ricevendo le condoglianze del re, Augusta rispose che aveva posto se stessa e i suoi figli alla sua misericordia e protezione. Dopo la morte di Federico, il suo ruolo di madre dell'erede apparente al trono divenne un ruolo di spicco e fu nominata potenziale reggente dal re e dal parlamento, qualora il re morisse durante la minoranza del figlio maggiore, il principe di Galles. Ciò causò una controversia e un'opposizione da parte del principe Guglielmo, duca di Cumberland, che invece si aspettava di ricevere quel ruolo. Il ruolo di reggente designato divenne irrilevante quando suo figlio divenne maggiorenne al suo diciottesimo compleanno nel 1756.
Durante i restanti anni del regno di Giorgio II, Augusta scelse di vivere in solitudine con i suoi figli, dedicandosi alle loro cure. Le poche occasioni in cui apparve in pubblico, il re le conferì lo stesso ruolo cerimoniale e gli onori precedentemente assegnati alla regina, e fu onorata allo stesso modo sia dal pubblico che dalla corte.
Tuttavia, Augusta subì una perdita di popolarità come vedova. Fu criticata per il suo modo di crescere i suoi figli, mentre li isolava dal mondo esterno in un ambiente familiare appartato, incontrando raramente persone al di fuori della famiglia. Poco dopo essere rimasta vedova, cominciò a essere influenzata da John Stuart, III conte di Bute, tutor di suo figlio, e si diffuse la voce che avevano una relazione. Entrambi furono messi alla gogna dalla stampa.
Quando il figlio maggiore divenne maggiorenne, il re tentò di organizzare un matrimonio. La sua scelta preferita fu una principessa di Brunswick-Wolffenbüttel o una principessa di Prussia, ma Augusta rifiutò, favorendo un membro della sua famiglia, la Casa di Sassonia-Gotha.
Il 25 ottobre 1760, suo figlio succedette a suo nonno come Giorgio III. L'anno dopo la sua successione, sposò Carlotta di Meclemburgo-Strelitz. La sua relazione con sua nuora non era buona. Secondo quanto riferito, Augusta ha reso difficile per Carlotta stabilire contatti sociali facendo riferimento all'etichetta di corte. Inoltre, inizialmente nominò gran parte del seguito di Carlotta, molti dei quali erano sospettati di riferire ad Augusta del suo comportamento.
Augusta ebbe un'influenza politica su suo figlio. Secondo quanto riferito, fu a sua volta influenzata da Lord Bute, che fu nominato primo ministro con il suo sostegno nel 1762. La sua nomina causò una grave crisi ed espose sia Augusta che Bute a tale ostilità pubblica da cui Bute dovette rinunciare il suo posto l'anno successivo. 

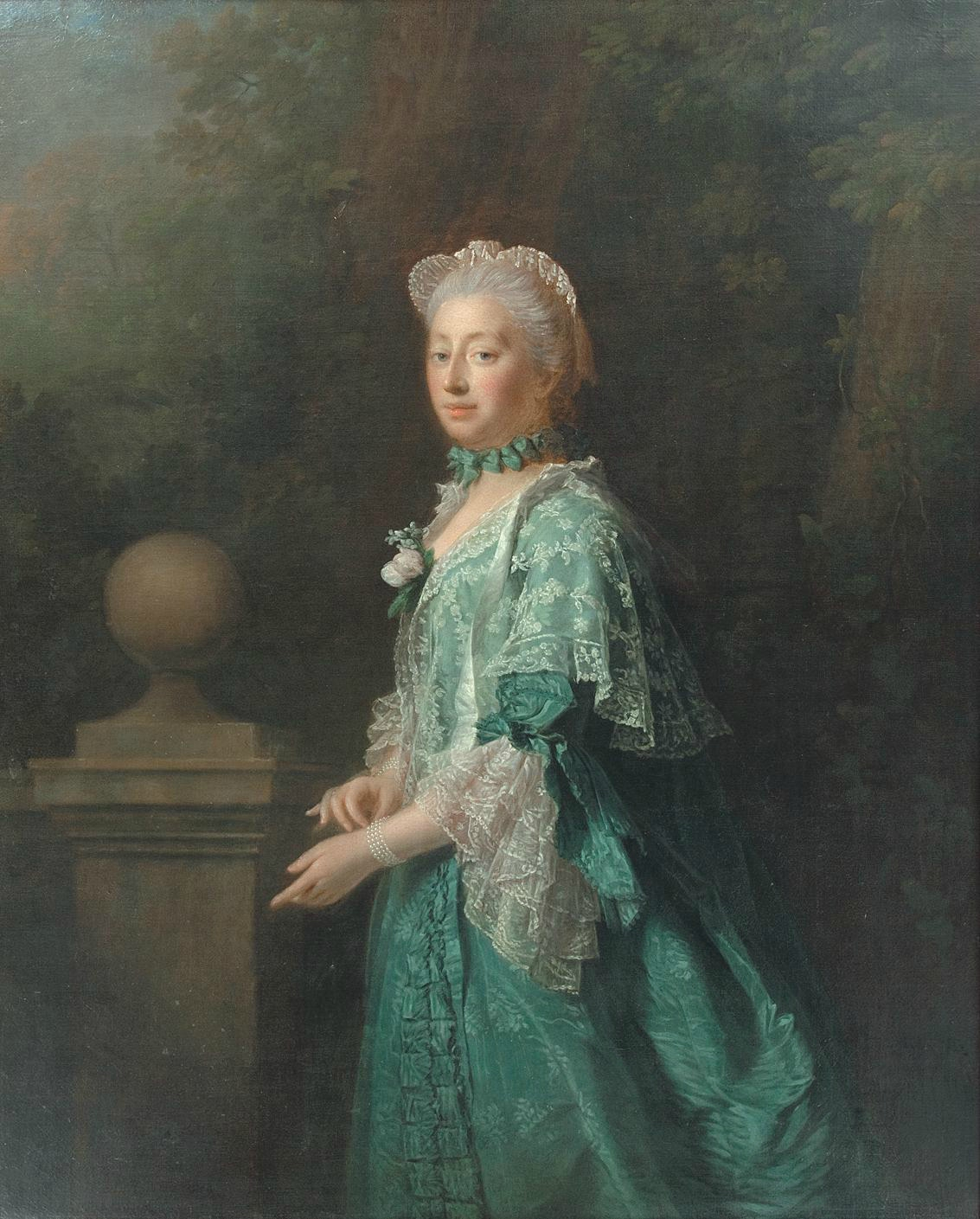
Augusta di Sassonia-Gotha-Altenburg, di Ramsay, 1759

Quando il re ebbe un primo, temporaneo, attacco di malattia mentale nel 1765, Augusta e Lord Bute mantennero la regina Carlotta inconsapevole della situazione. Il Regency Bill del 1765 affermava che se il Re dovesse diventare permanentemente incapace di governare, Carlotta sarebbe diventata reggente. Augusta si suggerì come reggente al posto della nuora, ma c'era una forte opposizione alla sua nomina, poiché c'erano preoccupazioni per l'influenza di Lord Bute nella sua potenziale reggenza e timori che se dovesse diventare reggente, Bute avrebbe di fatto governato come "Re" .
Augusta allargò e ampliò notevolmente Kew Gardens dopo la morte del marito. Sir William Chambers costruì per lei diverse strutture da giardino. Uno di questi, l'elegante pagoda cinese costruita nel 1761, tuttora esistente.

## Morte
Augusta morì l'8 febbraio 1772 a Carlton House per un cancro.
Diversi luoghi dell'America britannica furono nominati in onore di Augusta:
- Augusta, Georgia
- Contea di Augusta, Virginia
- Fort Augusta, Contea di Northumberland, Pennsylvania

## Ascendenza
|                                           |                           |                                        | Genitori                                  |  |  | Nonni |  |  | Bisnonni                              |  |  | Trisnonni                   |  |
|                                           |                           |                                        |                                           |  |  |       |  |  | Ernesto I di Sassonia-Gotha-Altenburg |  |  | Giovanni di Sassonia-Weimar |  |
|                                           |                           |                                        |                                           |  |  |       |  |  | Ernesto I di Sassonia-Gotha-Altenburg |  |  | Giovanni di Sassonia-Weimar |  |
|                                           |                           | Dorotea Maria di Anhalt                |                                           |  |  |       |  |  | Ernesto I di Sassonia-Gotha-Altenburg |  |  |                             |  |
| Federico I di Sassonia-Gotha-Altenburg    |                           |                                        |                                           |  |  |       |  |  | Ernesto I di Sassonia-Gotha-Altenburg |  |  |                             |  |
|                                           |                           | Elisabetta Sofia di Sassonia-Altenburg | Giovanni Filippo di Sassonia-Altenburg    |  |  |       |  |  |                                       |  |  |                             |  |
|                                           |                           | Elisabetta Sofia di Sassonia-Altenburg | Giovanni Filippo di Sassonia-Altenburg    |  |  |       |  |  |                                       |  |  |                             |  |
|                                           |                           | Elisabetta Sofia di Sassonia-Altenburg | Elisabetta di Brunswick-Wolfenbüttel      |  |  |       |  |  |                                       |  |  |                             |  |
| Federico II di Sassonia-Gotha-Altenburg   |                           | Elisabetta Sofia di Sassonia-Altenburg |                                           |  |  |       |  |  |                                       |  |  |                             |  |
|                                           |                           | Augusto di Sassonia-Weissenfels        | Giovanni Giorgio I di Sassonia            |  |  |       |  |  |                                       |  |  |                             |  |
|                                           |                           | Augusto di Sassonia-Weissenfels        | Giovanni Giorgio I di Sassonia            |  |  |       |  |  |                                       |  |  |                             |  |
|                                           |                           | Augusto di Sassonia-Weissenfels        | Maddalena Sibilla di Hohenzollern         |  |  |       |  |  |                                       |  |  |                             |  |
| Maddalena Sibilla di Sassonia-Weissenfels |                           | Augusto di Sassonia-Weissenfels        |                                           |  |  |       |  |  |                                       |  |  |                             |  |
|                                           |                           | Anna Maria di Mecleburgo-Schwerin      | Adolfo Federico I di Meclemburgo-Schwerin |  |  |       |  |  |                                       |  |  |                             |  |
|                                           |                           | Anna Maria di Mecleburgo-Schwerin      | Adolfo Federico I di Meclemburgo-Schwerin |  |  |       |  |  |                                       |  |  |                             |  |
|                                           |                           | Anna Maria di Mecleburgo-Schwerin      | Anna Maria della Frisia Orientale         |  |  |       |  |  |                                       |  |  |                             |  |
| Augusta di Sassonia-Gotha-Altenburg       |                           | Anna Maria di Mecleburgo-Schwerin      |                                           |  |  |       |  |  |                                       |  |  |                             |  |
|                                           | Giovanni di Anhalt-Zerbst | Rodolfo di Anhalt-Zerbst               |                                           |  |  |       |  |  |                                       |  |  |                             |  |
|                                           | Giovanni di Anhalt-Zerbst | Rodolfo di Anhalt-Zerbst               |                                           |  |  |       |  |  |                                       |  |  |                             |  |
|                                           | Giovanni di Anhalt-Zerbst | Maddalena di Oldenburg                 |                                           |  |  |       |  |  |                                       |  |  |                             |  |
| Carlo Guglielmo di Anhalt-Zerbst          | Giovanni di Anhalt-Zerbst |                                        |                                           |  |  |       |  |  |                                       |  |  |                             |  |
|                                           |                           | Sofia Augusta di Holstein-Gottorp      | Federico III di Holstein-Gottorp          |  |  |       |  |  |                                       |  |  |                             |  |
|                                           |                           | Sofia Augusta di Holstein-Gottorp      | Federico III di Holstein-Gottorp          |  |  |       |  |  |                                       |  |  |                             |  |
|                                           |                           | Sofia Augusta di Holstein-Gottorp      | Maria Elisabetta di Sassonia              |  |  |       |  |  |                                       |  |  |                             |  |
| Maddalena Augusta di Anhalt-Zerbst        |                           | Sofia Augusta di Holstein-Gottorp      |                                           |  |  |       |  |  |                                       |  |  |                             |  |
|                                           |                           | Augusto di Sassonia-Weissenfels        | Giovanni Giorgio I di Sassonia            |  |  |       |  |  |                                       |  |  |                             |  |
|                                           |                           | Augusto di Sassonia-Weissenfels        | Giovanni Giorgio I di Sassonia            |  |  |       |  |  |                                       |  |  |                             |  |
|                                           |                           | Augusto di Sassonia-Weissenfels        | Maddalena Sibilla di Hohenzollern         |  |  |       |  |  |                                       |  |  |                             |  |
| Sophia di Sassonia-Weissenfels            |                           | Augusto di Sassonia-Weissenfels        |                                           |  |  |       |  |  |                                       |  |  |                             |  |
|                                           |                           | Anna Maria di Mecleburgo-Schwerin      | Adolfo Federico I di Meclemburgo-Schwerin |  |  |       |  |  |                                       |  |  |                             |  |
|                                           |                           | Anna Maria di Mecleburgo-Schwerin      | Adolfo Federico I di Meclemburgo-Schwerin |  |  |       |  |  |                                       |  |  |                             |  |
|                                           |                           | Anna Maria di Mecleburgo-Schwerin      | Anna Maria della Frisia Orientale         |  |  |       |  |  |                                       |  |  |                             |  |
|                                           |                           | Anna Maria di Mecleburgo-Schwerin      |                                           |  |  |       |  |  |                                       |  |  |                             |  |